# Gerhard Rautenberg
Emil Hermann Gerhard Rautenberg (* 21. März 1905 in Königsberg i. Pr.; † 4. April 1982 in Leer (Ostfriesland)) war ein deutscher Druckereibesitzer und Verleger.

## Leben
Ab 1914 besuchte Gerhard Rautenberg das Königliche Wilhelms-Gymnasium (Königsberg). Nach einer Banklehre durchlief er ab 1925 die Berufsausbildung im Buchdruck und Verlagsbuchhandel. Nachdem er bei angesehenen Firmen in München, Leipzig und Berlin gearbeitet hatte, trat er 1930 in den Königsberger Betrieb seines Vaters Ludwig Gerhard Rautenberg (1872–1932). Nach dessen Tod übernahm er 1933 in 4. Generation die Leitung von Verlagsbuchdruckerei und -buchhandlung. Er modernisierte den Betrieb und erweiterte die Produktion, vor allem den Formularverlag. Im Zweiten Weltkrieg war Rautenberg beim Heer an der Front. Nachdem die Luftangriffe auf Königsberg die Betriebsgebäude vollständig zerstört hatten, konnte in Ausweichbetrieben in Cranz und Preußisch Eylau weiter gearbeitet werden.

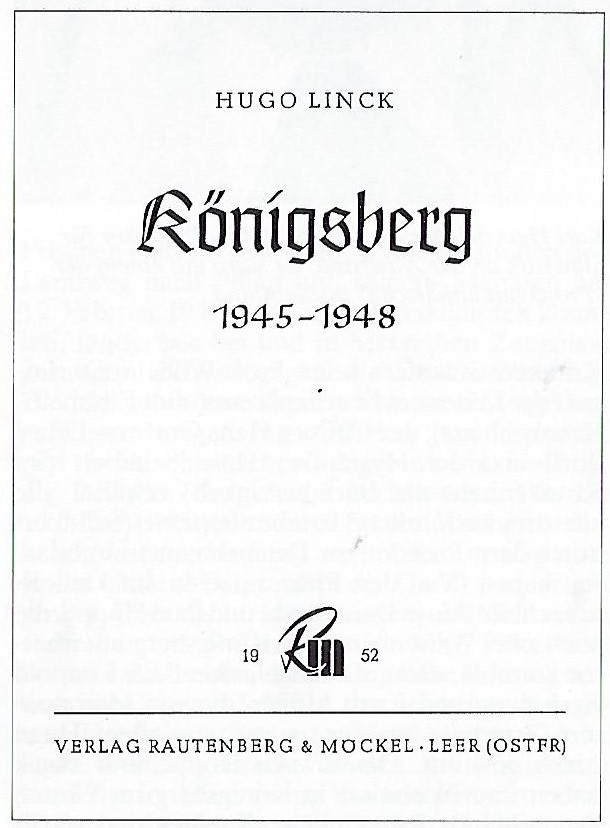
Hugo Linck (1952)

Nach der Entlassung aus sowjetischer Kriegsgefangenschaft fand Rautenberg Ende 1945 in der Sowjetischen Besatzungszone seine Familie wieder. Er übersiedelte mit ihr 1946 nach Westdeutschland. Zur Jahreswende 1948/49 begann er in einer stillgelegten Leeraner Druckerei mit dem Wiederaufbau des Familienbetriebs, in dem er bis 1955 mit einem Teilhaber arbeitete. Rautenberg baute eine leistungsfähige Buch-, Offset- und Rotationsdruckerei auf, dazu einen Verlag mit Verlagsbuchhandlung. Mit wissenschaftlichen, belehrenden und unterhaltenden Schriften widmete er sich dem kulturellen Erbe der Ostgebiete des Deutschen Reiches. Das seit 1831 bei Rautenberg erscheinende Kalenderbuch „Der redliche Ostpreuße“ wurde ab 1950 fortgeführt. In Schriftenreihen veröffentlichte er zahlreiche Bildbände über Ostpreußen, Westpreußen und Ostfriesland. Da der Betrieb sich gut entwickelte, errichtete Rautenberg schon 1956 einen Zweigbetrieb in Glückstadt, den sein ältester Sohn Carl Ludwig Rautenberg übernahm, während er in Leer bis zu seinem Tod von seinem zweitjüngsten, gleichnamigen Sohn Gerhard Rautenberg unterstützt wurde. Der Verlag Gerhard Rautenberg wurde vom Verlagshaus Würzburg übernommen.

## Periodika
- Ostpreußenblatt, ab 1950
- Pommersche Zeitung der Pommerschen Landsmannschaft, ab 1951
- Jahrbuch Preußenland, 1963–1982

## Monografie
Im September 1960 wurde unter  Mitarbeit einer Berliner Redaktionsgemeinschaft unter Leitung von Peter Aurich, die auch polnisches Quellenmaterial verwendete, eine Monografie mit dem Titel Deutschlands Ostgebiete – ein europäisches Problem vom Verlag Gerhard Rautenberg herausgegeben. Die Monografie  berücksichtigt in ihren Ausführungen unter anderem die Allgemeine Erklärung der Menschenrechte der Vereinten Nationen zum Status der Ostgebiete.